# Michael Hestbæk
Michael Hestbæk (født 19. maj 1969 i København) er en dansk sejlsportsmand, der har deltaget i fire olympiske lege og er udtaget til OL i London 2012. Han har desuden vundet talrige EM- og VM-medaljer.
Ved OL i Atlanta 1996 deltog han i starbåd-klassen sammen med Martin Hejlsberg, og de to opnåede en niendeplads med bedste placering som nummer to i fjerde sejlads. Fire år senere deltog han i 49er sammen med Jonatan Persson, og også i denne sammenhæng blev det til en niendeplads med en andenplads i anden sejlads som bedste resultat. I Athen 2004 deltog Hestbæk igen i 49er, denne gang med Dennis Dengsø Andersen, og parret opnåede en trettendeplads. Undervejs vandt de 12. sejlads, men der var for mange lavere placeringer, til at Hestbæk og Andersen kunne komme med i topstriden.
Til OL 2012 deltager han sammen med Claus Olesen i starbåd-klassen, efter at de vandt bronze ved VM i Hyeres i Frankrig i begyndelsen af maj 2012. Der var tale om en nationskvalifikation, men parret blev senere udtaget til legene.